# ミラノ国際博覧会 (2015年)
ミラノ国際博覧会（ミラノこくさいはくらんかい、milanoexpo-2015）は、2015年5月1日から10月31日までイタリアのミラノで行われた国際博覧会。「登録博」に区分されており、総合的なテーマを扱う大規模博覧会として実施された。ミラノでの開催は、1906年以来109年ぶりであった。

## 博覧会の概要
総合的な大規模国際博覧会（登録博）の2010年開催地が上海に決定し、またその前の2005年国際博覧会も日本の愛知県と、2回連続アジアでの開催となった。2010年の登録博覧会開催に立候補していた韓国麗水市は、その後小規模で専門的な認定博として2012年に開催（麗水国際博覧会）することが決まったため、2015年については事実上アジア以外での開催が事前に決定していた。
2008年3月31日に行われたBIE総会で投票が行われ、ミラノがもう一つの立候補地であるトルコ・イズミルを86対65で破り開催地に決定した。
博覧会テーマは、「地球に食料を、生命にエネルギーを(Feeding The Planet, Energy For Life)」である。飢餓、食料安全保障、生物多様性の理念のもとに制定された。
- 2015年ミラノ国際博覧会の概要
  - 開催地　　　　イタリア共和国ミラノ市郊外
  - 会期　　　　　2015年5月1日～10月31日（184日間）
  - 会場面積　　　110ha
  - 想定入場者数　約2,000万人
  - 想定参加国等　140ヶ国

## 開会式
開会式に先立ち前夜祭が4月30日夜21時（現地時間）に大聖堂広場で行われ、アンドレア・ボチェッリとオーケストラ演奏によるガラコンサートで開幕した。開会式は翌1日に万博会場で開かれ、博覧会国際事務局（BIE）のフェルディナンド・ナジ議長、イタリアのセルジョ・マッタレッラ大統領ら多数の要人らが出席し、イタリア空軍のアクロバットで開幕を祝った。

## 閉会式
閉会式は10月31日午後6時（CET）より万博会場で開催。BIE旗がジュリアーノ・ピザピーアミラノ市長からBIEのナジ議長、ロセルタレス事務局長に手渡され、2020年ドバイ万博代表に手渡された。マウリツィオ・マルティーナ農林政策大臣は「ミッションが終わった」と挨拶、マッタレッラ大統領が閉会を宣言し、花火で幕を下ろした。

## 入場者数
この半年間、目標であった2000万人を10月に達成。184日間の期間中、約2220万人が来場した。
| ミラノ万博月別入場者数 | ミラノ万博月別入場者数 | ミラノ万博月別入場者数 |
| 月                     | 入場者数（百万人）     |                        |
| ---------------------- | ---------------------- | ---------------------- |
| 5月                    | 2.7                    |                        |
| 6月                    | 3.4                    |                        |
| 7月                    | 2.8                    |                        |
| 8月                    | 3.5                    |                        |
| 9月                    | 4.5                    |                        |
| 10月                   | 5.3                    |                        |
| 総計                   | 22.2                   |                        |

## 日本政府の公式参加
ミラノ国際博覧会への参加については、平成24年（2012年）3月27日の閣議了解により、農林水産省、経済産業省を幹事省、国土交通省を副幹事省とし、独立行政法人日本貿易振興機構を参加機関として公式参加する旨が決定された。
- 「日本館」出展の政策目的
  - 日本食や日本の食文化、食器や調理器具等の関連産業を含め、その魅力を国際社会に広く発信するとともに、クール・ジャパン戦略との連携を図り、食を絡めた「ジャパンブランド」の確立を目指す。
  - 日本食材の品質の高さや美味しさ、日本食の栄養バランスの良さや季節感の表現の素晴らしさなどをPRし、輸出拡大や国内事業者の海外展開の契機とする。
  - 地球人口の増大に伴う食料確保と貧困・飢餓の問題、畜産物や穀物の需要の増大、食の安全・安心の確保、食料廃棄や食と健康の問題、水資源の枯渇や気候変動の問題など、世界的な食料や農業の問題に対する我が国の貢献のあり方等を提示する。
  - 日本の食材を活用したレストランを併設し、欧州他各国からの来館者に、日本の食文化の素晴らしさを体感してもらう。
- 「日本館」の概要
  - 敷地面積約4170平米[6]。5シーン9ゾーンに分かれる。
  - 日本館公式アプリと、館内の「ダイバーシティーの滝」を組み合わせたバーチャル・リアル融合型の展示に特徴がある[7]。

2015年（平成27年）10月31日の閉幕を前に、同月30日に行われた専門審査員による審査において日本館が「展示デザイン」部門で金賞を受賞した(銀賞韓国、銅賞ロシア)。日本館は口コミで人気が広がり、入館まで10時間待ちの日もあるなど一番人気であり、会期中に200万人以上が来館した。イタリアのメディアは「詩情と科学技術のバランスが絶妙」「行列嫌いのイタリア人を並ばせた」と日本館を評価した。
会期中に参加国別に各一日設けられるナショナルデー「ジャパンデー」（日本は7月11日）において、東北の10の祭り（県都6祭りとJAグループ福島地域の4祭り）と日本を代表するキャラクターたちによるパレードが開催された。

## 反対運動
エキスポ開催は参加企業に利するのみでイタリアのためにならず、汚職の元凶であるとして、学生や反キャピタリズム活動家らによって抗議団体「No Expo」が組織され、反対運動が行われた。開会式の翌日である5月1日にはミラノ市内で抗議デモが行われ、ブラック・ブロックも参加して店舗や車に火炎瓶が投げ込まれるなど暴動となり、警察が出動して20人以上が逮捕された。